# Colpo
Colpo (en bretó Kolpoù) és un municipi francès, situat a la regió de Bretanya, al departament d'Ar Mor-Bihan. L'any 2006 tenia 2.147 habitants.

## Demografia
| 1962                                       | 1968  | 1975  | 1982  | 1990  | 1999  |
| ------------------------------------------ | ----- | ----- | ----- | ----- | ----- |
| 1.222                                      | 1.231 | 1.158 | 1.378 | 1.659 | 1.809 |
| Des de 1962: població sense dobles comptes |       |       |       |       |       |

## Administració
| Període | Identitat             | Partit |
| ------- | --------------------- | ------ |
| -2008   | André Le Corff        |        |
| 2008-   | Jean-François Stephan |        |